# Villejoubert
Villejoubert és un municipi francès situat al departament del Charente i a la regió de la Nova Aquitània. L'any 2007 tenia 331 habitants.

## Demografia

### Població
El 2007 la població de fet de Villejoubert era de 331 persones. Hi havia 124 famílies de les quals 20 eren unipersonals (8 homes vivint sols i 12 dones vivint soles), 48 parelles sense fills, 52 parelles amb fills i 4 famílies monoparentals amb fills.
La població ha evolucionat segons el següent gràfic:
Habitants censats

### Habitatges
El 2007 hi havia 137 habitatges, 125 eren l'habitatge principal de la família, 4 eren segones residències i 8 estaven desocupats. 136 eren cases i 1 era un apartament. Dels 125 habitatges principals, 111 estaven ocupats pels seus propietaris i 14 estaven llogats i ocupats pels llogaters; 1 tenia una cambra, 4 en tenien dues, 8 en tenien tres, 38 en tenien quatre i 74 en tenien cinc o més. 97 habitatges disposaven pel capbaix d'una plaça de pàrquing. A 47 habitatges hi havia un automòbil i a 69 n'hi havia dos o més.

### Piràmide de població
La piràmide de població per edats i sexe el 2009 era:
| Homes | Edats   | Dones |
| ----- | ------- | ----- |
| 0     | 95 o +  | 0     |
| 0     | 90 a 94 | 0     |
| 4     | 85 a 89 | 4     |
| 0     | 80 a 84 | 0     |
| 4     | 75 a 79 | 0     |
| 8     | 70 a 74 | 4     |
| 8     | 65 a 69 | 16    |
| 12    | 60 a 64 | 4     |
| 8     | 55 a 59 | 8     |
| 16    | 50 a 54 | 16    |
| 12    | 45 a 49 | 16    |
| 8     | 40 a 44 | 4     |
| 4     | 35 a 39 | 8     |
| 8     | 30 a 34 | 0     |
| 4     | 25 a 29 | 4     |
| 12    | 20 a 24 | 8     |
| 28    | 15 a 19 | 20    |
| 0     | 10 a 14 | 8     |
| 0     | 5 a 9   | 12    |
| 8     | 0 a 4   | 4     |

## Economia
El 2007 la població en edat de treballar era de 219 persones, 148 eren actives i 71 eren inactives. De les 148 persones actives 140 estaven ocupades (78 homes i 62 dones) i 8 estaven aturades (2 homes i 6 dones). De les 71 persones inactives 25 estaven jubilades, 23 estaven estudiant i 23 estaven classificades com a «altres inactius».

### Ingressos
El 2009 a Villejoubert hi havia 126 unitats fiscals que integraven 328 persones, la mediana anual d'ingressos fiscals per persona era de 16.036 €.

### Activitats econòmiques
Dels 11 establiments que hi havia el 2007, 2 eren d'empreses de fabricació d'altres productes industrials, 5 d'empreses de construcció, 2 d'empreses de comerç i reparació d'automòbils, 1 d'una empresa de serveis i 1 d'una empresa classificada com a «altres activitats de serveis».
Dels 6 establiments de servei als particulars que hi havia el 2009, 1 era un taller de reparació d'automòbils i de material agrícola, 1 paleta, 1 guixaire pintor, 1 fusteria i 2 electricistes.
L'any 2000 a Villejoubert hi havia 5 explotacions agrícoles.

## Poblacions més properes
El següent diagrama mostra les poblacions més properes.